# Velika Kapela
Velika Kapela (česky kaple) je plošně poměrně rozsáhlé pohoří v Chorvatsku, spojující masivy Gorski Kotar a Velebit. Pohoří má charakteristiku vysoko vyzdvižené náhorní plošiny, z které vystupují jednotlivé horské hřebeny.

## Členění
Od severozápadu se jedná o masiv Bitoraj (Bitoraj, 1 385 m). který sousedí na jihu s další vysokou skupinoui Viševica (Viševica, 1428 m). Tato část pohoří je dobře dostupná po místních silnicích vedoucích z města Rijeka. Četné jsou zde homolovitě zaoblené, zalesněné kopce. V samém středu pohoří Velika Kapela se nalézá nejvyšší vrchol masivu Bjelolasica (Kula, 1 535 m). Blízko tohoto vrcholu leží přírodní rezervace Bijele a Samarske stijene, která podléhá přísným pravidlům. Dále za silničním sedlem Vrh Kapele (880 m) se pohoří táhne již nižšími masivy pod názvem Mala Kapela (Seliški vrh, 1 280 m).

## Turismus
Ve skupině Mala Kapela se nachází jedna z nejznámějších turistických oblastí Chorvatska - Plitvická jezera. Turisticky jsou vyhledávané pouze oblasti Bjelolasica a Bijele a Samarske stijene.